# Master KG
Kgaogelo Moagi, bekannt unter seinem Künstlernamen Master KG (* 31. Januar 1996 in Calais, Limpopo), ist ein südafrikanischer Sänger, DJ und Musikproduzent. Mit seinem Lied Jerusalema wurde er 2020 weltweit bekannt.

## Leben und Wirken
Als Zwölfjähriger schaute Moagi anderen Kindern in seinem Dorf dabei zu, wie sie mit ihren Computern Musik machten. Nachdem er von seinem Onkel nach langem Drängen einen eigenen Computer geschenkt bekommen hatte, begann er selbst mit Rhythmen zu experimentieren. Im Jahr 2018 veröffentlichte er seine erste Single Skeleton Move, die er unter anderem auf den African Muzik Magazine Awards in Dallas präsentierte und dort auch ausgezeichnet wurde. Seine nächste Veröffentlichung war Jerusalema, das im Jahr 2019 in Zusammenarbeit mit der südafrikanischen Sängerin Nomcebo Zikode entstand. Das in IsiZulu verfasste Jerusalema verbreitete sich über das Internet, einige Angolaner erfanden einen Tanz dazu, Moagi feat. Burna Boy veröffentlichte einen Remix, der sich weltweit in Charts platzieren konnte und unter anderem in Frankreich Diamantstatus erreichte.

## Diskografie (Auswahl)
Alben 
- 2020: Jerusalema

Singles
- 2019: Jerusalema (feat. Nomcebo Zikode)
- 2020: Jerusalema (Remix) (feat. Burna Boy & Nomcebo Zikode)
- 2020: Ntyilo Ntyilo (Rethabile Khumalo feat. Master KG)
- 2021: Shine Your Light (mit David Guetta feat. Akon)

## Auszeichnungen (Auswahl)
All Africa Music Awards 2018
- Preisträger in der Kategorie Bester Künstler, Bestes Duo, Beste Gruppe in Africa Elektro für Skeleton Move[11]

SABC Summer Song 2018
- Preisträger als Bester Song des Jahres für Skeleton Move[12]

African Muzik Magazine Awards 2019
- Preisträger für Skeleton Move

## Auszeichnungen für Musikverkäufe
| Goldene Schallplatte - Dänemark - 2022: für die Single Jerusalema - Frankreich - 2022: für das Album Jerusalema - Vereinigte Staaten - 2022: für die Single Jerusalema 2× Platin-Schallplatte - Belgien - 2021: für die Single Jerusalema (Remix) - Portugal - 2021: für die Single Jerusalema (Remix) - Spanien - 2021: für die Single Jerusalema | 3× Platin-Schallplatte - Südafrika - 2024: für die Single Ntyilo Ntyilo 4× Platin-Schallplatte - Italien - 2021: für die Single Jerusalema (Remix) Diamantene Schallplatte - Frankreich - 2020: für die Single Jerusalema (Remix) - Polen - 2024: für die Single Jerusalema |

Anmerkung: Auszeichnungen in Ländern aus den Charttabellen bzw. Chartboxen sind in ebendiesen zu finden.
| Land/RegionAuszeichnungen für Musikverkäufe (Land/Region, Auszeichnungen, Verkäufe, Quellen) | Gold     | Platin       | Diamant     | Verkäufe | Quellen             |
| -------------------------------------------------------------------------------------------- | -------- | ------------ | ----------- | -------- | ------------------- |
| Belgien (BRMA)                                                                               | —        | 2× Platin2   | —           | 80.000   | ultratop.be         |
| Dänemark (IFPI)                                                                              | Gold1    | —            | —           | 45.000   | ifpi.dk             |
| Deutschland (BVMI)                                                                           | —        | Platin1      | —           | 400.000  | musikindustrie.de   |
| Frankreich (SNEP)                                                                            | Gold1    | —            | Diamant1    | 383.333  | snepmusique.com     |
| Italien (FIMI)                                                                               | —        | 4× Platin4   | —           | 280.000  | fimi.it             |
| Österreich (IFPI)                                                                            | Gold1    | —            | —           | 15.000   | ifpi.at             |
| Polen (ZPAV)                                                                                 | —        | —            | Diamant1    | 250.000  | olis.pl             |
| Portugal (AFP)                                                                               | —        | 2× Platin2   | —           | 20.000   | Einzelnachweise     |
| Spanien (Promusicae)                                                                         | —        | 2× Platin2   | —           | 80.000   | elportaldemusica.es |
| Südafrika (RISA)                                                                             | —        | 3× Platin3   | —           | 120.000  | risa.org.za         |
| Vereinigte Staaten (RIAA)                                                                    | Gold1    | —            | —           | 500.000  | riaa.com            |
| Vereinigtes Königreich (BPI)                                                                 | —        | Platin1      | —           | 600.000  | bpi.co.uk           |
| Insgesamt                                                                                    | 4× Gold4 | 15× Platin15 | 2× Diamant2 |          |                     |